# Сирбова
Сирбова (рум. Sârbova) — село у повіті Тіміш в Румунії. Входить до складу комуни Раковіца.
Село розташоване на відстані 382 км на північний захід від Бухареста, 26 км на схід від Тімішоари.

## Населення
За даними перепису населення 2002 року у селі проживали 320 осіб, з них 317 осіб (99,1%) румунів. Рідною мовою 319 осіб (99,7%) назвали румунську.